# Collegio elettorale di Roma - Tuscolano (Senato della Repubblica)
Il collegio Roma - Tuscolano fu un collegio elettorale uninominale della Repubblica Italiana per l'elezione del Senato della Repubblica. Apparteneva alla Circoscrizione Lazio e fu utilizzato per eleggere un senatore nella XII, XIII e XIV legislatura.
Venne istituito nel 1993 con la cosiddetta Legge Mattarella (Legge n. 276, Norme per l'elezione del Senato della Repubblica), attuata in seguito al referendum abrogativo del 1993. La legge istituì per la Camera dei deputati e per il Senato della Repubblica un sistema di elezione misto, in parte maggioritario e in parte proporzionale. Il 75% dei parlamentari dell'assemblea veniva eletto in collegi uninominali tramite sistema maggioritario a turno unico; il restante 25% al Senato veniva eletto tramite recupero proporzionale dei più votati non eletti attraverso un meccanismo di calcolo denominato scorporo, cioè sottraendo dal conteggio dei voti totali di una lista nella parte proporzionale i voti ottenuti dai candidati collegati alla medesima lista che erano eletti nei collegi uninominali con il sistema maggioritario.
Il collegio venne abolito insieme a tutti gli altri che costituivano il Senato con la promulgazione della legge elettorale successiva, la cosiddetta Legge Calderoli. Questa prevedeva un sistema proporzionale con premio di maggioranza, che al Senato veniva attribuito a livello regionale.

## Territorio
Il collegio Roma - Tuscolano era uno dei 21 collegi uninominali in cui era suddiviso il Lazio e, come previsto dal D.Lgs. del 20 dicembre 1993 n. 535, comprendeva il quartiere romano Tuscolano; la capitale complessivamente contava undici collegi uninominali al Senato.

## Eletti
| Elezione | Elezione | Senatore       | Partito            |
| -------- | -------- | -------------- | ------------------ |
|          | 1994     | Massimo Brutti | Progressisti (PDS) |
|          | 1996     | Massimo Brutti | L'Ulivo (PDS)      |
|          | 2001     | Massimo Brutti | L'Ulivo (DS)       |

## Dati elettorali

### XII legislatura
|                               | Massimo Brutti ✔️ Eletto   | Progressisti               | 65 670  | 40,15 |  |  |  |  |  |
|                               | Giuseppe Nisticò ✔️ Eletto | Polo del Buon Governo      | 63 662  | 38,93 |  |  |  |  |  |
|                               | Anna Clemente Rosi         | Patto per l'Italia         | 19 845  | 12,13 |  |  |  |  |  |
|                               | Giuseppe Marchetti         | Lista Pannella-Riformatori | 8 152   | 4,98  |  |  |  |  |  |
|                               | Clemente Mario Pansa       | Verdi Federalisti          | 6 216   | 3,80  |  |  |  |  |  |
| Totale                        | Totale                     | Totale                     | 163 545 | 100   |  |  |  |  |  |
|                               |                            |                            |         |       |  |  |  |  |  |
| Voti non validi               | Voti non validi            | Voti non validi            | 7 891   | 4,60  |  |  |  |  |  |
| Votanti                       | Votanti                    | Votanti                    | 171 436 | 87,63 |  |  |  |  |  |
| Elettori                      | Elettori                   | Elettori                   | 195 642 |       |  |  |  |  |  |
|                               |                            |                            |         |       |  |  |  |  |  |
| Data: 27-28 marzo 1994        |                            |                            |         |       |  |  |  |  |  |
| Fonte: Ministero dell'interno |                            |                            |         |       |  |  |  |  |  |

### XIII legislatura
|                               | Massimo Brutti ✔️ Eletto | L'Ulivo                            | 81 282  | 51,33 |  |  |  |  |  |
|                               | Ottavio Lavaggi          | Polo per le Libertà                | 67 122  | 42,39 |  |  |  |  |  |
|                               | Italo Fiorillo           | Movimento Sociale Fiamma Tricolore | 4 815   | 3,04  |  |  |  |  |  |
|                               | Giuseppe Marchetti       | Lista Pannella-Sgarbi              | 3 800   | 2,40  |  |  |  |  |  |
|                               | Ferdinando Sculli        | Socialista                         | 1 330   | 0,84  |  |  |  |  |  |
| Totale                        | Totale                   | Totale                             | 158 349 | 100   |  |  |  |  |  |
|                               |                          |                                    |         |       |  |  |  |  |  |
| Voti non validi               | Voti non validi          | Voti non validi                    | 7 234   | 4,37  |  |  |  |  |  |
| Votanti                       | Votanti                  | Votanti                            | 165 583 | 85,36 |  |  |  |  |  |
| Elettori                      | Elettori                 | Elettori                           | 193 991 |       |  |  |  |  |  |
|                               |                          |                                    |         |       |  |  |  |  |  |
| Data: 21 aprile 1996          |                          |                                    |         |       |  |  |  |  |  |
| Fonte: Ministero dell'interno |                          |                                    |         |       |  |  |  |  |  |

### XIV legislatura
|                               | Massimo Brutti ✔️ Eletto | L'Ulivo                              | 66 231  | 45,24 |  |  |  |  |  |
|                               | Maurizio Fossati         | Casa delle Libertà                   | 58 327  | 39,84 |  |  |  |  |  |
|                               | Paolo Pietrangeli        | Partito della Rifondazione Comunista | 8 122   | 5,55  |  |  |  |  |  |
|                               | Remigio Del Grosso       | Lista Di Pietro                      | 3 885   | 2,65  |  |  |  |  |  |
|                               | Maurizio Molinaro        | Democrazia Europea                   | 3 354   | 2,29  |  |  |  |  |  |
|                               | Massimo Finoia           | Lista Pannella-Bonino                | 2 906   | 1,98  |  |  |  |  |  |
|                               | Italo Fiorillo           | Fiamma Tricolore                     | 1 663   | 1,14  |  |  |  |  |  |
|                               | Aldo Pennisi             | Fronte Nazionale                     | 1 546   | 1,06  |  |  |  |  |  |
|                               | Vincenza Vincenzi        | Forza Nuova                          | 375     | 0,26  |  |  |  |  |  |
| Totale                        | Totale                   | Totale                               | 146 409 | 100   |  |  |  |  |  |
|                               |                          |                                      |         |       |  |  |  |  |  |
| Voti non validi               | Voti non validi          | Voti non validi                      | 6 489   | 4,24  |  |  |  |  |  |
| Votanti                       | Votanti                  | Votanti                              | 152 898 | 80,25 |  |  |  |  |  |
| Elettori                      | Elettori                 | Elettori                             | 190 527 |       |  |  |  |  |  |
|                               |                          |                                      |         |       |  |  |  |  |  |
| Data: 13 maggio 2001          |                          |                                      |         |       |  |  |  |  |  |
| Fonte: Ministero dell'interno |                          |                                      |         |       |  |  |  |  |  |